# Ptychodactis patula
Ptychodactis patula är en havsanemonart som beskrevs av Adolf Appellöf 1893. Ptychodactis patula ingår i släktet Ptychodactis och familjen Ptychodactiidae. Inga underarter finns listade i Catalogue of Life.